# ورقه و گلشاه

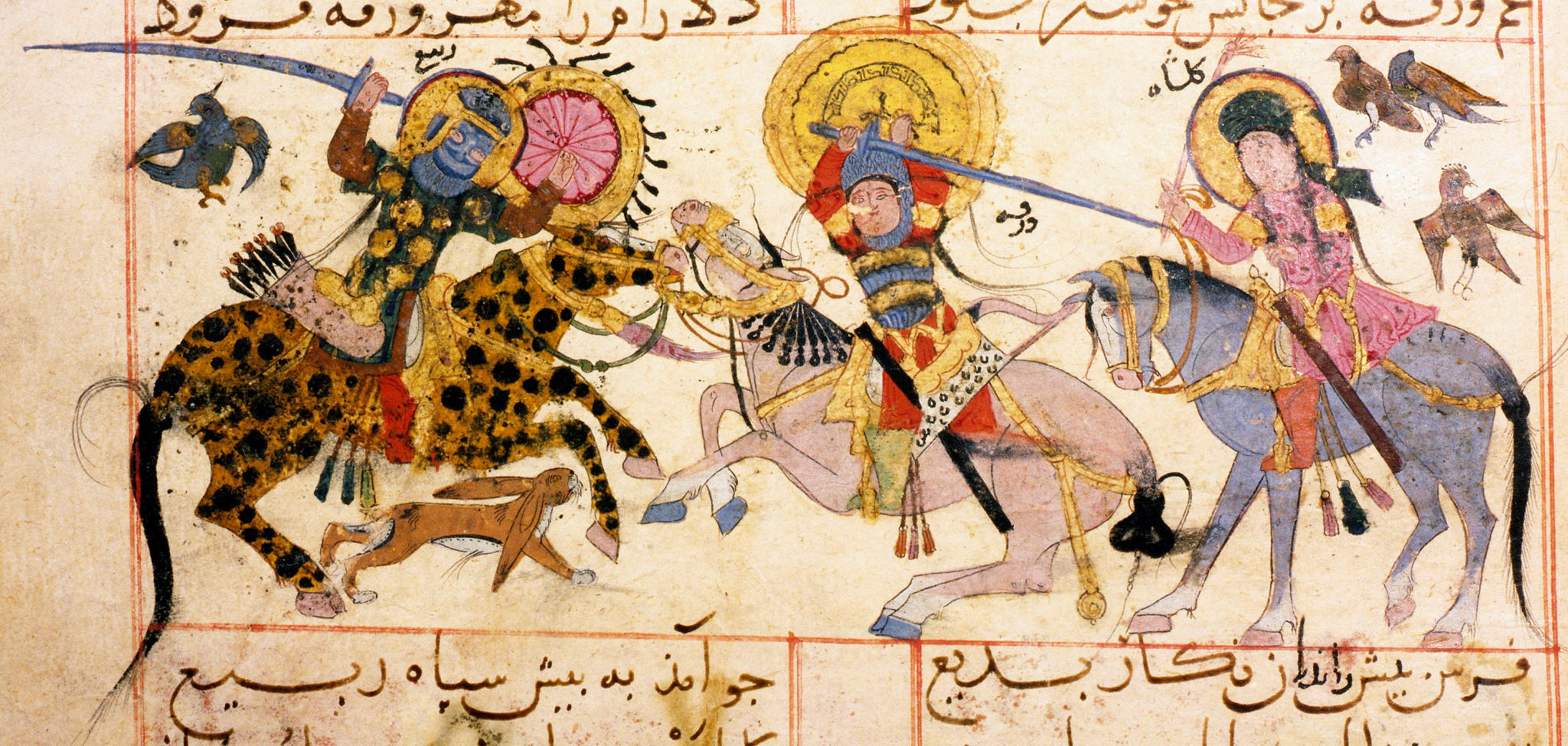
گلشاه (راست) که خود را به شکل یک مرد درآورده، نظاره‌گر نبرد معشوقش ورقه (وسط) و رقیبش ربیع (چپ) سوار بر اسب است. ورقه و گلشاه، مینیاتور اواسط قرن سیزدهم، آناتولی سلجوقی

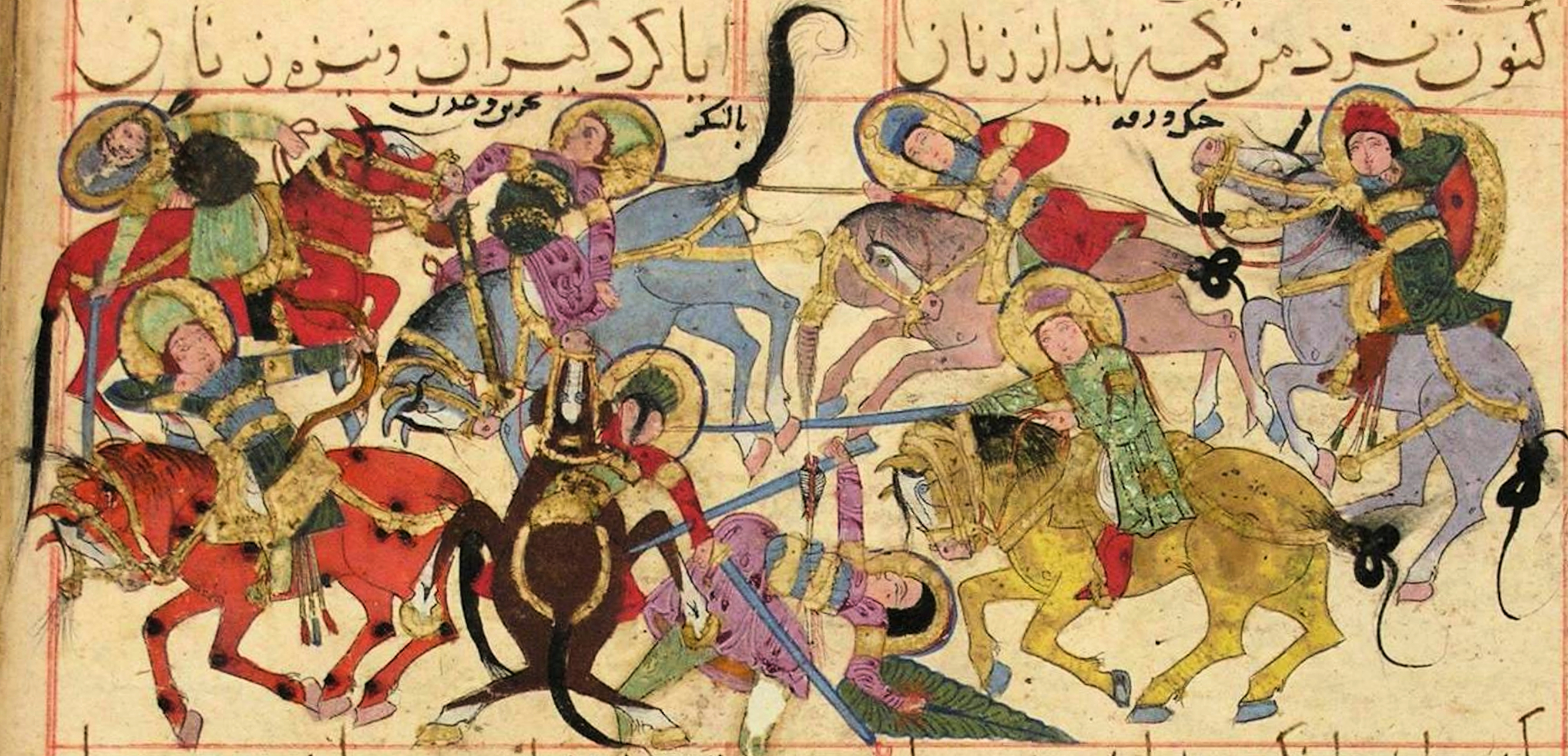
نبرد ورقاء با سپاه بحرین و عدن. ورقه و گلشاه، مینیاتور اواسط قرن سیزدهم، آناتولی سلجوقی

ورقه و گلشاه یک منظومه حماسی به زبان فارسی مربوط به سده یازدهم میلادی است که در ۲۲۵۰ بیت توسط عیوقی سروده شده است. در مقدمه، نویسنده به مدح پادشاه مشهور، سلطان محمود غزنوی ( حکومت ۹۹۸–۱۰۳۰م) پرداخته است.
ورقه و گلشاه الهام‌بخش داستان رمانتیک قرون وسطایی فرانسوی ، فلوریس و بلانشه‌فلور بوده است.

## داستان
این داستان درباره عشق بین مرد جوانی به نام ورقه و دوشیزه‌ای به نام گلشاه است. والدین آنها برادران عرب، همام و هلال، از رؤسای قبیله بنو شاب هستند. هنگامیکه  ورقه و گلشاه قصد ازدواج داشتند، گلشاه توسط دشمنی به نام ربیع بن عدنان ربوده شد. ورقه که سپس به همراه پدرش علیه قبیله ربیع جنگ می‌کند، پدر و برخی از افرادش را در این جنگ از دست می‌دهد و خود نیز اسیر می‌شود. ربیع برای جلب توجه گلشاه هدایایی برای او می‌خرد. گلشاه سپس با لباس مردانه به میدان جنگ می‌رود و ربیع را می‌کشد، اما دوباره توسط پسر ربیع ربوده می‌شود. ورقه وارد چادر پسر ربیع می‌شود، او را می‌کشد و گلشاه را نجات می‌دهد. با این حال، پدر گلشاه به این علت که ورقه بسیار فقیر است با این ازدواج مخالفت میکند. ورقه برای ثروتمند شدن به دربار دایی‌اش منذر، پادشاه یمن رفت. در همین حال، خانواده گلشاه، دخترشان را در ازای دریافت طلا، نقره، شتر و برده به ازدواج شاه دمشق درمی‌آورند. وقتی ورقه به عنوان مردی ثروتمند بازگشت، به او گفته شد که گلشاه مرده است، اما او فهمید که این دروغ است. پس او برای مقابله با پادشاه به سوریه سفر می‌کند، اما پادشاه چنان با او به نیکی رفتار می‌کند که او احساس می‌کند مجبور است از گلشاه دست بکشد. مدت کوتاهی پس از این ماجرا، او از غم و اندوه می‌میرد. گلشاه به مزار او می‌رود و در آنجا او نیز از غم و اندوه می‌میرد. مقبره‌های دوقلوی آنها به زیارتگاهی برای مردم تبدیل شد. یک سال بعد، پیامبر اسلام از مقبره‌ها بازدید کرد و ورقه و گلشاه را زنده کرد و سرانجام دوباره به هم پیوستند.